# Universidade Anhembi Morumbi
Universidade Anhembi Morumbi é uma instituição privada de ensino superior localizada no estado de São Paulo, no Brasil. É uma das mais conceituadas universidades do Brasil em diversas áreas do conhecimento. É uma das três melhores universidades privadas de São Paulo. Está situada no Estado de São Paulo e possui 4 campi na capital e dois no interiorː em Piracicaba e São José dos Campos.
Fundada em 1970, a Anhembi Morumbi mantém escolas de graduação e pós-graduação nas áreas de engenharia, educação, comunicação, negócios, saúde, direito, arquitetura, hospitalidade, artes e tecnologia da informação, entre outros. No estado de São Paulo, foi a primeira instituição de ensino a lançar um curso superior de turismologia, assim como os cursos inéditos e mais recentes de aviação civil, cosmetologia, design digital, gastronomia e quiropraxia. Em 2005, tornou-se a primeira universidade internacional do Brasil ao ingressar na rede de universidades Laureate, oferecendo, a seus estudantes, intercâmbio com mais de 75 universidades distribuídas em 30 países do mundo.
A Escola de Medicina Anhembi Morumbi possui nota máxima do ministério da educação (Conceito 5). O Centro Integrado de Saúde (CIS) da Universidade Anhembi Morumbi conta com uma estrutura de 2,8 mil metros quadrados de área construída, a qual engloba 47 consultórios. O CIS costuma receber a visita dos principais nomes e instituições da área da medicina do Brasil e do Mundo. O vestibular é um dos mais concorridos do Brasil e é organizado pela Fundação Vunesp. A Escola de Engenharia e Tecnologia da universidade atua principalmente em pesquisa e desenvolvimento de projetos de eficiência energética.
Na área de negócios, desde 2011 a Business School São Paulo faz parte da Universidade Anhembi Morumbi como parte da Escola de Negócios. A BSP é líder em educação em negócios no Brasil há 15 anos e em 2013 foi eleita pela terceira vez consecutiva a melhor escola de negócios do Brasil e a 3º da América Latina pela QS TOP. Na área de finanças foi a única instituição brasileira entre as 100 melhores do mundos, segundo o The Best Masters. A Anhembi Morumbi foi considerada em 2011 pelo Guia do Estudante a melhor universidade do país para cultura e arte, juntamente à Universidade Federal do Rio de Janeiro - UFRJ, por meio do Teatro Anhembi Morumbi e do São Paulo Fashion Week (SPFW).

## História

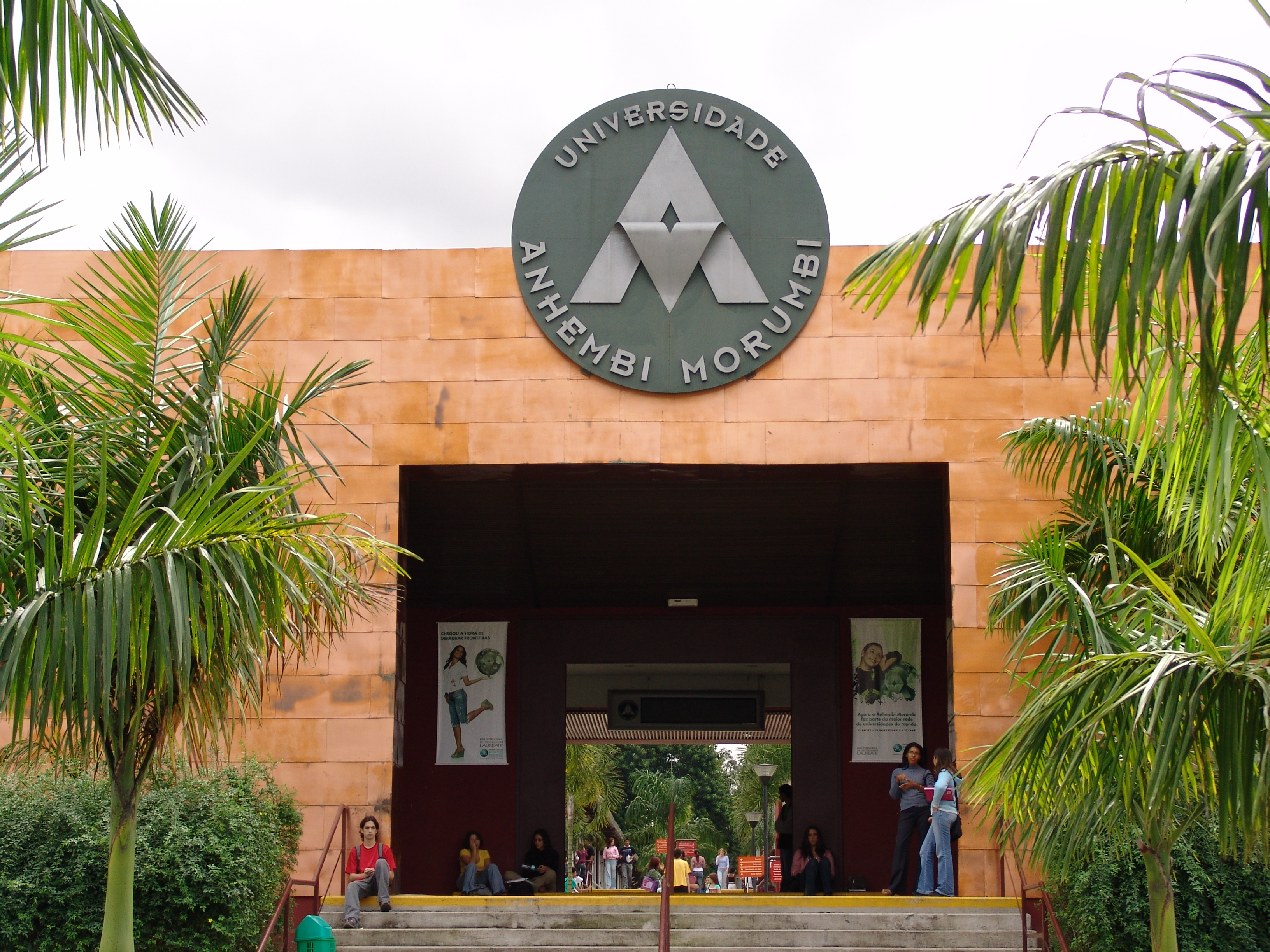
Entrada da universidade Anhembi Morumbi

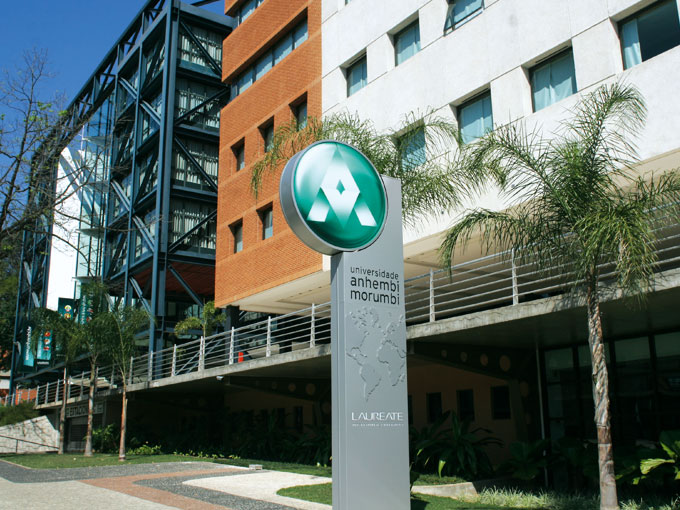
Anhembi Morumbi Vila Olímpia

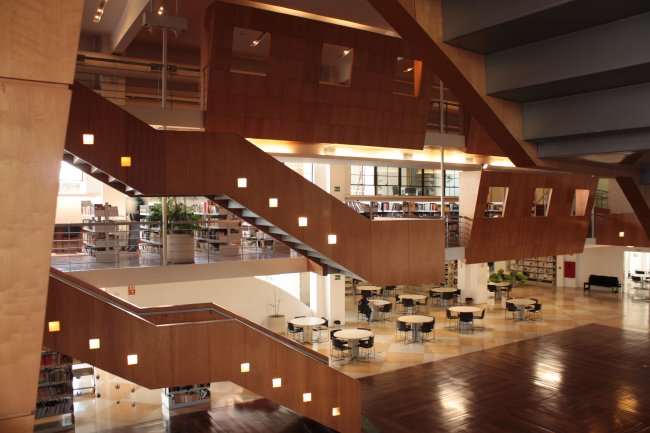
Biblioteca da Anhembi Morumbi

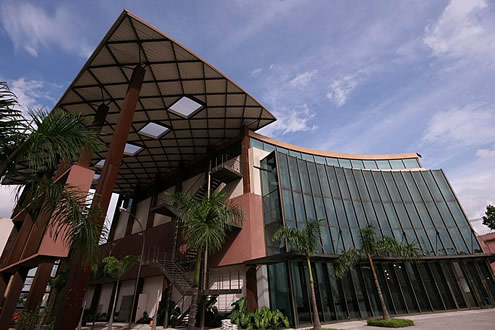
Teatro Anhembi Morumbi

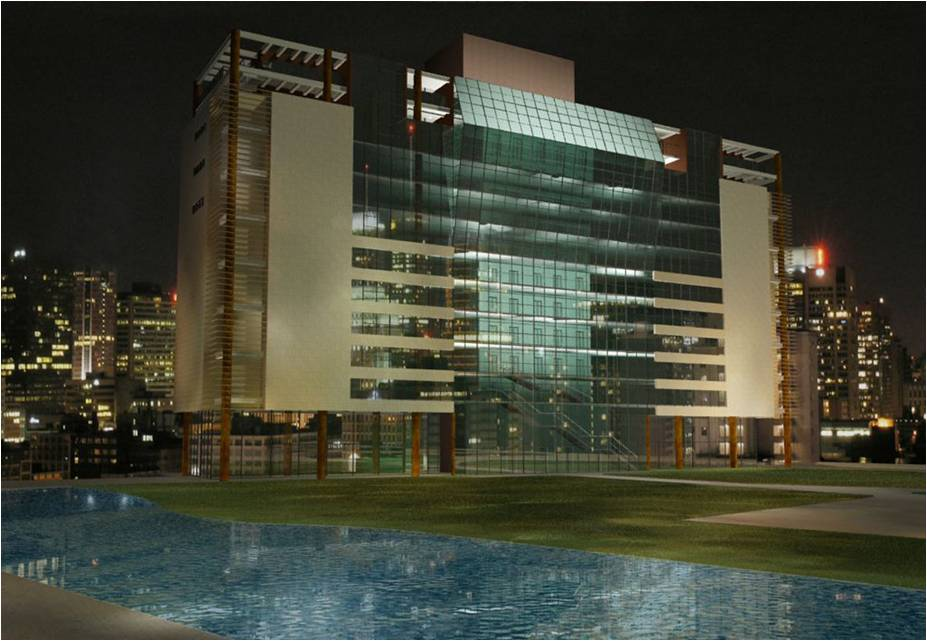
Business School São Paulo (BSP)

Em 1970, um grupo de publicitários instala, em São Paulo, a Faculdade de Comunicação Social Anhembi. Um ano mais tarde, outro grupo, formado por engenheiros e arquitetos, funda a Faculdade de Turismo do Morumbi, com o primeiro curso superior de turismo no Brasil a formar graduados na área. Em 1982, as duas instituições se unem e surge a Faculdade Anhembi Morumbi, oferecendo os cursos de comunicação social, turismo, secretariado executivo bilíngue e administração.[carece de fontes?]
No início da década de 1990, são lançados cursos superiores inéditos no Brasil: negócios da moda; pedagogia, com habilitações em tecnologia educacional e desenvolvimento na empresa; farmácia, com ênfase em cosmetologia; design digital, entre outros.[carece de fontes?] Em 1997, a Anhembi Morumbi se credencia como Universidade. No ano seguinte, funda seu segundo campus, no prédio que abrigava a fábrica da São Paulo Alpargatas, no bairro do Brás, um marco da industrialização do Estado. Em 1999, implanta os Cursos Sequenciais, que oferecem diploma de Formação Específica em dois anos.[carece de fontes?]
Em 2001, é implementada a Graduação Modulada, a qual então permitia que o aluno obtivesse até dois diplomas de nível superior. Neste ano, também é criado o curso superior de aviação civil, primeiro na área e único em São Paulo. No ano seguinte, inauguram-se o Centro de Design e Moda Anhembi Morumbi (Campus Morumbi) e o Campus Vale do Anhangabaú, que passa a sediar o novo curso de Direito, entre outros da área de Negócios. Em 2005, depois de ampliar sua gama de cursos, a Universidade Anhembi Morumbi tornou-se membro da Rede Internacional de Universidades Laureate – a maior rede internacional de ensino superior do mundo.
Em 2010, a Universidade Anhembi Morumbi atende a cerca de 25 mil alunos, distribuídos pelos cursos de Graduação, Graduação Tecnológica, Graduação Executiva, Graduação On-line e Pós-Graduação Lato e Stricto Sensu.